# Axéréal
Axéréal est une coopérative agricole et agroalimentaire française comptant 12 700 agriculteurs sur une grande région Centre allant du sud de Paris jusqu’au nord de l’Auvergne. Elle regroupe deux pôles d'activités complémentaires : agricole (métiers du grain, commerce, logistique), et agroalimentaire (meunerie, malterie, élevage, activités spécialisées).

## Historique
Axéréal résulte de la fusion de deux coopératives : Épis-Centre, basée à Bourges (18), et Agralys, basée à Châteaudun (28). Avant leur fusion, les deux coopératives Épis-Centre (1,1 Md€ de CA et 1 700 salariés en 2009), et Agralys (650 M€ de CA et 1 300 salariés en 2009) s'étaient associées en mars 2008, ainsi chaque groupe conservait son propre siège et comptait le même nombre de membres au conseil d’administration. Le 13 décembre 2013, Agralys et Épis-Centre entérinent officiellement leur fusion. La ville d'Olivet, près d'Orléans accueille le siège de la coopérative.
En novembre et décembre 2015, Axéréal entame un processus de fusion avec Cavap.
En 2017, Axéréal affiche son souhait d’une transition vers une agriculture plus durable, en créant son propre référentiel contrôlé et certifié Cultiv'Up.
En juillet 2019, Axéréal cède les laboratoires Galys à Eurofins.
En novembre 2019, Axéréral annonce l'acquisition des activités de malterie de Cargill, comprenant 600 salariés pour une production de 1,7 million de tonnes.
En mai 2023, Avril annonce négocier l'acquisition des activités liées à l'alimentation animale d'Axéréal.

## Activité
La coopérative Axéréal travaille avec 20 000 agriculteurs et gère la production céréalière de 12 700 agriculteurs coopérateurs de la grande région Centre allant du sud de Paris jusqu’au nord de l’Auvergne. Axéréal collecte chaque année autour de 5 millions de tonnes de grains.
1er malteur mondial (1,85 million de tonnes en 2020), Boortmalt produit des malts pour des brasseurs et distillateurs dans ses 27 malteries à travers le monde.
3e meunier sur le marché français, Axiane Meunerie opère 8 moulins régionaux qui écrasent près de 500 000 tonnes de blé par an sur les différents secteurs du marché : boulangerie artisanale, industrie, rayons boulangerie et épicerie des grandes surfaces alimentaires.

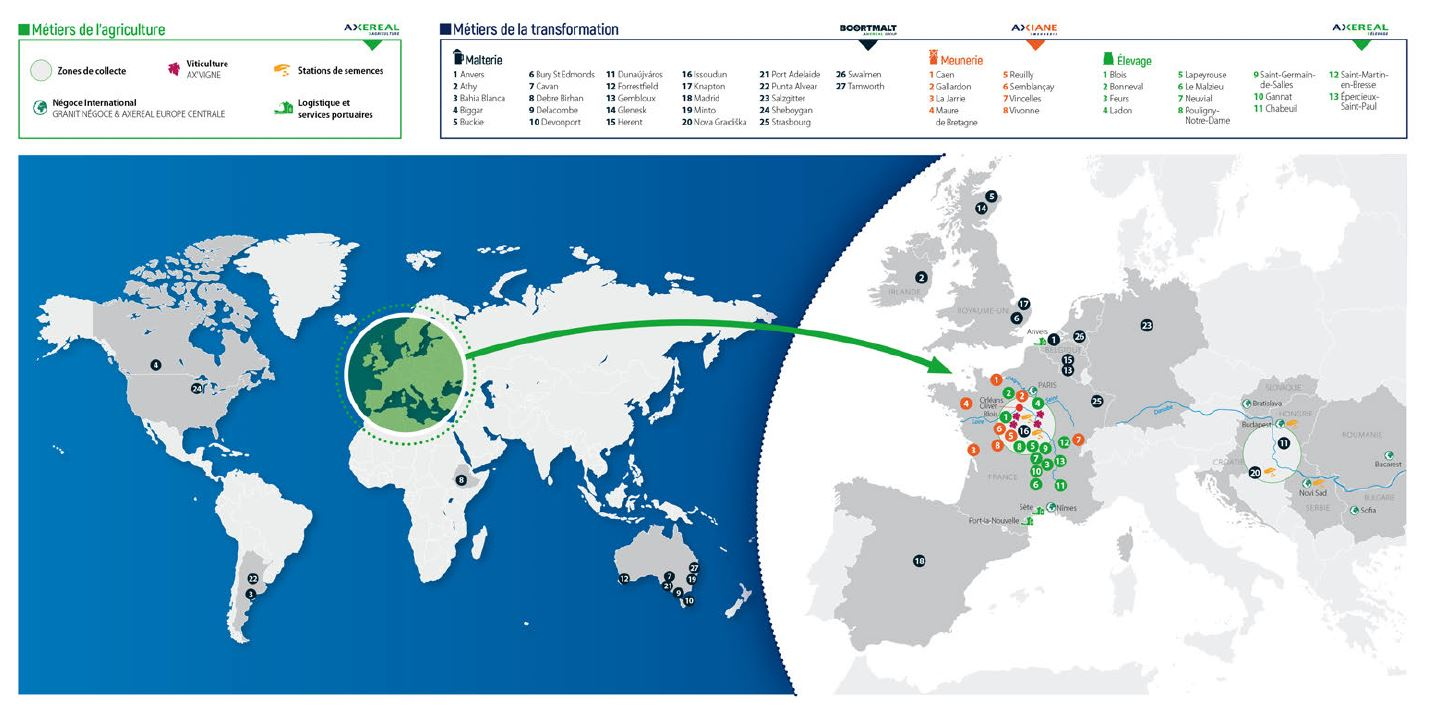
Implantation d'Axéréal dans le monde

Axéréal Élevage est spécialisé dans la nutrition animale, l'organisation de production, l'accouvage et en tant que constructeur de bâtiments d’élevage. L’activité de fabrication d’aliments pour animaux est opérée sur 9 sites en France. Près de 460 000 tonnes d’aliments bovins, ovins, caprins, volailles, porcs, chevaux, gibiers et lapins sont fabriquées chaque année.

### Activités spécialisées
- Viticulture : Ax'Vigne distribue l’approvisionnement et développe les services à destination des professionnels.

- Semences : Axem, filiale d’Axéréal, est 1er opérateur français de semences de céréales à paille et protéagineux de France (conventionnelle et bio), 3e opérateur du marché français en distribution de semences de céréales à paille et protéagineux conventionnelles[réf. nécessaire].

### Marques propres
- Axiane Meunerie : La Croquise, Treblec, Lemaire bio, Savoir Terre, Grand Epi Label Rouge, Tradi-Rouge Label Rouge, Farine Cœur de Blé, Fromentine Bio
- Axéréal Elevage : Tellus, ACH, Ma p’tite ferme, Gibiégati
- Boortmalt : Boortmalt Masters of Malt, Pour le marché de la bière artisanale : Pauls Malt, Minch Malt, Badass Barley Malt, Les Maltiers, Belgomalt, Prairie Malt, Joe White Malting
- Semences : Axem, Geosem
- Marques spécialisées : Lentilles vertes du Berry Cibèle, Asperges vertes Chambord